# Xavier Poli
Ne doit pas être confondu avec Giuseppe Saverio Poli.
 Xavier Poli est un historien français de la fin XIXe siècle – début XXe siècle, né à Poggio-di-Venaco le 16 décembre 1861 et mort à Laon le 8 novembre 1923,

## Biographie
Xavier Poli est originaire du village de Poggio-di-Venaco en Haute-Corse où il est né le 16 décembre 1861.
Militaire de carrière, il était lieutenant au 45e Régiment d'infanterie. Il a terminé sa carrière au grade de capitaine, officier de la Légion d'honneur, Croix de guerre.
Xavier Poli fut directeur du "Journal de l'Aisne".
Décédé le 8 novembre 1923 à Laon (Aisne), il est inhumé dans cette ville au cimetière Saint-Just.
Il était l'ami du comte Pierre-Paul Raoul Colonna de Cesari Rocca, historien contemporain d'origine corse également, auteur de l'Histoire de Corse écrit à la même époque que son ouvrage La Corse dans l'Antiquité et dans le haut Moyen Âge. Dans ce livre on découvre la rigueur du militaire qu'il était, employée à la recherche des origines de la Corse.

## Publications
Quatre ouvrages sont répertoriés à la Bibliothèque nationale de France :
- Histoire militaire des Corses au service de la France - Publication : Ajaccio : D. de Peretti, 1898-1900[2], réimpression dans Bulletin de la Société des sciences historiques et naturelles de la Corse tome 1, 1936, tome 2, 1937, tirailleurs corses (1803-1812), 1935
- Historique abrégé du 45e régiment d'infanterie (1643-1898), par le capitaine X. Poli - Publication : Paris : H. Charles-Lavauzelle, (1904)[3] (lire en ligne)
- La Corse dans l'Antiquité et dans le haut Moyen Âge, par Xavier Poli. Des origines à l'expulsion des Sarrasins - Publication : Paris : A. Fontemoing, 1907[4] [lire en ligne]
- Napoléon et le département de l'Aisne par X. Poli - Publication : Soissons : Société historique de la Haute-Picardie, 1922[5]

## Distinctions
- Officier de la Légion d'honneur

## Sources
Notice n° : FRBNF15523607x du catalogue général de la Bibliothèque nationale de France